# 巴龙 (吉伦特省)
巴龙（法語：Baron，法語發音：[baʁɔ̃] ⓘ）是法国吉伦特省的一个市镇，属于利布尔讷区。

## 地理
巴龙（44°49'20"N, 0°18'45"W）面积10.34 平方千米，位于法国新阿基坦大区吉倫特省，该省份为法国西南部沿海省份，是法國本土面积最大的省，北起滨海夏朗德省，西临大西洋，南至朗德省，东南接洛特-加龍省，东临多爾多涅省。
与巴龙接壤的市镇（或旧市镇、城区）包括：内里让、卡米亚克和圣但尼、克鲁瓦尼翁、屈尔桑、圣日耳曼迪皮什、圣康坦德巴龙。

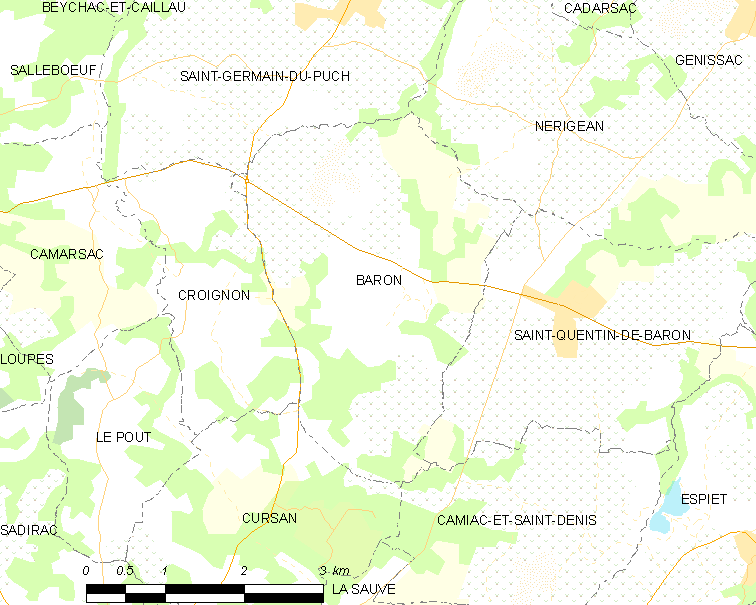
的OSM定位图

巴龙的时区为UTC+01:00、UTC+02:00（夏令时）。

## 行政
巴龙的邮政编码为33750，INSEE市镇编码为33028。

## 政治
巴龙所属的省级选区为多尔多涅山丘县。

## 人口

1962-2008年间人口变化图示

巴龙于2022年1月1日时的人口数量为1204人。